# Parachernes setosus
Espèce
Parachernes setosus est une espèce de pseudoscorpions de la famille des Chernetidae.

## Distribution
Cette espèce se rencontre au Costa Rica et au Panama.

## Description
La femelle holotype mesure 2 mm.

## Publication originale
- Beier, 1948 : Phoresie und Phagophilie bei Pseudoscorpionen. Österreichische Zoologische Zeitschrift, vol. 1, p. 441-497 (texte intégral).